# مسجد جامع بورسا
مسجد جامع بورسا (ترکی استانبولی: Bursa Ulu Camii) یک مسجد تاریخی در بورسا، ترکیه است. این مسجد توسط سلطان بایزید یکم عثمانی برای بزرگداشت پیروزی بزرگ خود در نبرد نیکوپولیس سفارش داده شد و بین سال‌های ۱۳۹۶ و ۱۳۹۹ میلادی ساخته شد. این مسجد یکی از بناهای مهم معماری اولیه عثمانی و یکی از مهم‌ترین مساجد شهر است که در قلب شهر قدیمی در کنار بازارهای تاریخی آن واقع شده است.
بورسا، پایتخت عثمانی قدیم و از مناطق مهم جذب توریست ترکیه است.

## ساختمان
این مسجد اولین بنای یادبود چند گنبدی در میان آثار معماری اولیه عثمانی شناخته می‌شود. مسجد دارای ۳۰ گنبد و ۱۲ ستون است. قطر هر کدام از گنبدها ۱۱ متر است. بالای گنبد باز است تا جریان هوا به داخل راه یابد. زیر گنبد داخل مسجد حوضی قرار گرفته که ۱۶ گوشه و ۳۳ کاسه دارد و در وسط آن یک فواره قرار گرفته است.
مناره‌های مسجد در دوره‌های مختلف ساخته شده‌اند. اولین آن مناره در سمت غرب در زمان اولدریم بایزیت و مناره در شرق توسط سلطان مهمت ساخته شد. مسجد جامع بورسا با ۳۱۶۵ متر مربع مساحت به عنوان بزرگ‌ترین مسجد در بین مساجد بزرگ شناخته می‌شود.
منبر مسجد جامع بورسا خود یک شاهکار هنری است. این منبر دارای قطعات هندسی شکل از چوب گردو است بدون آنکه در ساخت آنها حتی از یک میخ یا مواد چسبی استفاده شده باشد. توسط این قطعات چوبی منظومه شمسی بر منبر نقش بسته که سیارات با محاسبه فاصله آنها از خورشید و نسبت اندازه آنها ترسیم شده‌اند. این منظومه با در نظر گرفتن زمان ساخت آن خود شاهکار محسوب می‌شود.
این مسجد همچنین به دلیل تزیین قسمتهای مختف آن با ۱۹۲ اثر خوشنویسی لقب موزه خوشنویسی را هم گرفته است. گفته می‌شود ۴۱ خوشنویس بالغ بر ۱۹۲ رسم‌الخط ایجاد کرده‌اند که شامل آیات قرآن، روایات، اسامی خدا و همچنین نام‌های مختلف پیامبر اسلام و علمای برجسته اسلامی است.
مسجد در وضعیت شرقی غربی بر روی یک مستطیل به ابعاد ۵۵ * ۶۹ متر بنا شده است.

## معماری

قسمتی از فضای داخل مسجد

مسجد اولو بورسا به عنوان اولین بنای یادبود چند گنبدی در میان آثار معماری اولیه عثمانی شناخته می‌شود. مناره‌های مسجد در دوره‌های مختلف ساخته شده‌اند. در حالی که اولین مناره در سمت غرب در زمان ییلدیریم بیازیت ساخته شد، و اولین مناره در سمت شرق توسط سلطان مهمت ساخته شد. این مناره دارای کتیبه‌ای است مبنی بر اینکه سلطان بایزید اول آن را ساخته است
منبر واعظ که از یک تکه سنگ مرمر تراشیده شده است، در سال ۱۲۳۱ هجری قمری / ۱۸۱۶ پس از میلاد ساخته شده است، در حالی‌که مؤذن محفلی (لوج برای مناجات خوانان) بر روی هشت ستون چوبی در سال ۹۵۶ هجری قمری / ۱۵۴۹ پس از میلاد ساخته شده است.
مسجد جامع بورسا به سفارش سلطان یلدریم بایزید اول عثمانی در سال ۱۳۹۹ افتتاح شد و به سبک معماری سلجوقی ساخته شد که از عناصر سلجوقی و اولیه عثمانی تشکیل شده است.
این مسجد به دستور سلطان بایزید اول توسط معمار علی نکار در سال‌های ۱۳۹۶–۱۳۹۹ طراحی و ساخته شد. این مسجد «۶۰۰ سال قدمت» دارد و «یکی از معروف‌ترین مقدسات اسلام» است. اولو کامی بزرگ‌ترین مسجد بورسا، اولین پایتخت امپراتوری عثمانی است.

## تاریخچه

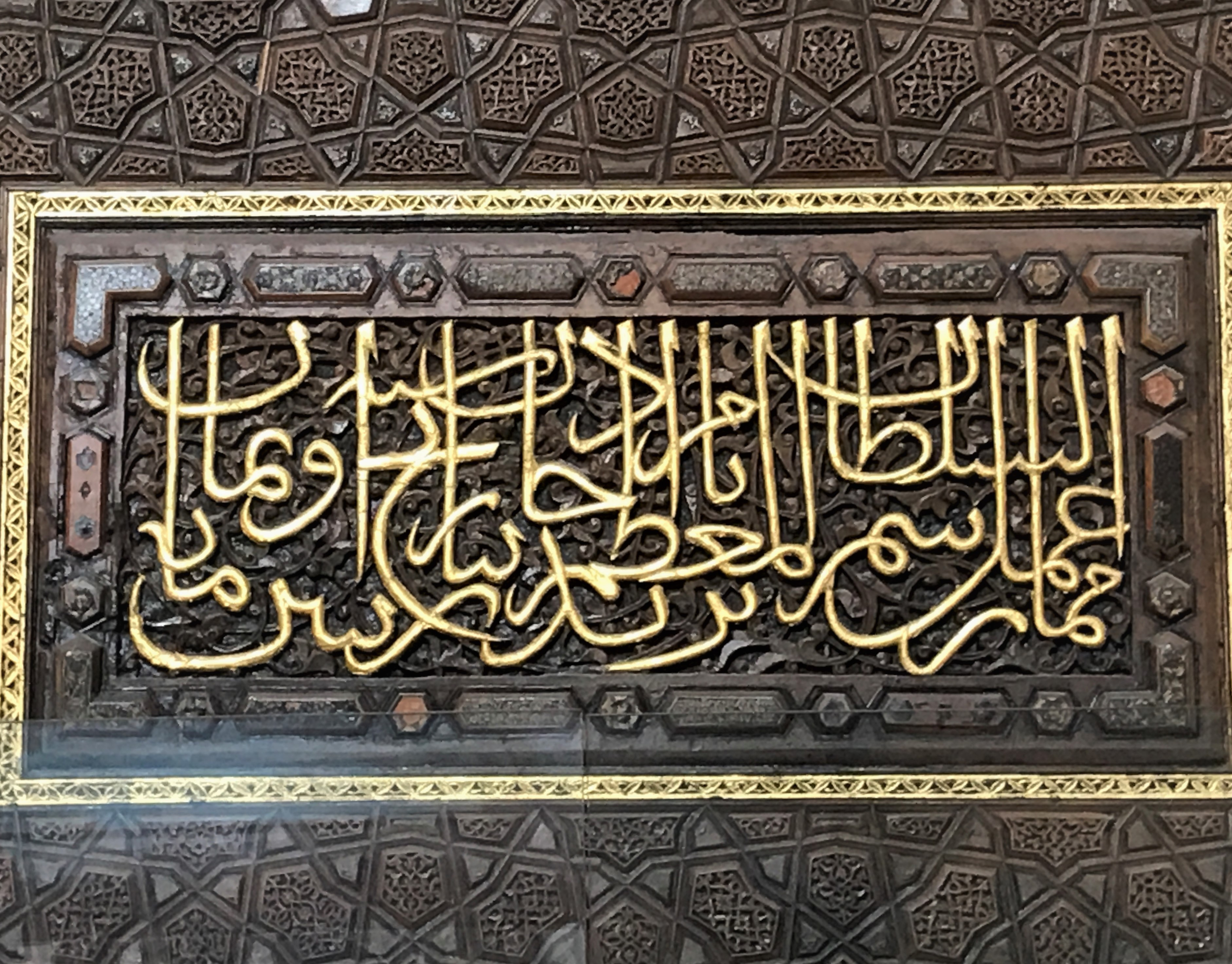
خطاطی‌های زیبا حک شده در چوب

مسجد جامع بورسا در اواخر قرن چهاردهم میلادی بین سال‌های (۱۳۹۹–۱۳۹۶) توسط سلطان بایزید اول عثمانی ساخته شده است.
در سال ۱۳۹۶ میلادی پادشاه مجارستان و متحدان اروپایی‌اش با لشکری انبوه به قلعه نیکوپلیس که متعلق به عثمانی‌ها بود حمله کردند. سلطان بایزید عثمانی به درخواست یکی از سران، لشکر خود را برای دفاع از قلعه و دفع حمله روانه ساخت. بایزید در دعای خود بعد از نماز نذر کرد که در صورت توفیق خداوند متعال و پیروزی در این نبرد ۲۰ مسجد بسازد.
پس از آنکه بایزید در جنگ پیروز شد و به بورسا بازگشت، شیخ و مشاورش به او پیشنهاد کردند که به جای ساختن بیست مسجد کوچک برای وفای به نذر خود، یک مسجد بزرگ با بیست گنبد برای استفاده در نماز جمعه بسازد و او این مسجد بزرگ را ساخت.
در زلزله سال ۱۸۵۵ این مسجد آسیب شدیدی دید و سقف آن فروریخت. مسجد بعداً، در سال ۱۸۸۹ تعمیر و بازسازی شد.
مسجد جامع بورسا در سال ۲۰۱۴ به عنوان بخشی از اماکن تاریخی بورسا و طرح تولد امپراتوری عثمانی در لیست میراث جهانی یونسکو قرار گرفت.